# Fergusonit
Fergusonit, genauer α-Fergusonit ist ein weit verbreitetes Mineral aus der Mineralklasse der Sulfate etc., genauer der Molybdate, Wolframate und Niobate. Es sind insgesamt drei Minerale mit diesem Namen bekannt, das Fergusonit-Y, das allein aus Yttrium und Niobat besteht, das Fergusonit-Ce, bei dem zusätzlich noch Cer und Lanthan enthalten sind und das von der IMA nicht anerkannte Fergusonit-Nd, das zusätzlich Neodym und Titan enthält. Diese beiden sind jedoch deutlich seltener als Fergusonit-Y.
Fergusonit-Y kristallisiert im tetragonalen Kristallsystem mit der chemischen Zusammensetzung YNbO4 und bildet prismatische bis nadelförmige dipyramidale Kristalle bis zu 20 cm Größe. Auch massive Körner sind bekannt.

## Etymologie und Geschichte
Fergusonit-Y wurde erstmals 1826 von Wilhelm Ritter von Haidinger in der Typlokalität, der Halbinsel Qeqertaasaq in der Nähe von Atammik auf Grönland gefunden. Es wurde nach dem schottischen Physiker Robert Ferguson benannt. Nachdem zunächst angenommen wurde, dass Fergusonit nur ein Mineral ist, wurde später erkannt, dass dies eine Mineralserie ist, in der verschiedene Minerale mit unterschiedlicher Zusammensetzung unterschieden werden können.

## Klassifikation
In der Systematik nach Strunz wird Fergusonit je nach Auflage unterschiedlich klassifiziert. In der 8. Auflage bilden die Fergusonit-Minerale zusammen mit Formanit-(Y) und Raspit eine Untergruppe der Oxide mit einem Verhältnis von Metall zu Sauerstoff von 1:2. In der 9. Auflage zählt es zu den  Molybdaten und Wolframaten ohne zusätzliche Anionen oder Wasser, einer Untergruppe der Sulfate und bildet mit Formanit-(Y), Powellit, Scheelit, Stolzit und Wulfenit die Scheelit-Gruppe. 
In der Systematik nach Dana bilden die Fergusonite und Formanit-(Y) eine eigene Gruppe innerhalb der Oxide mit Nb, Ta und Ti und der Verhältnisformel A BO4.

## Modifikationen und Varietäten
Eine Varietät des Ferguson-Y ist Risörit mit der Zusammensetzung (Y,Er)(Nb,Ti,Ta)(O,OH)4 und bis zu fünf Massenprozent enthaltenem Titan(IV)-oxid. Dimorph zu den Fergusonit-Mineralen sind die entsprechenden Fergusonit-β-Minerale. 

## Bildung und Fundorte
Fergusonit bildet sich in Lanthanoid-haltigen Pegmatit-Gesteinen. Es ist vergesellschaftet mit Monazit, Gadolinit, Thalénit, Euxenit, Allanit, Zirkon, Biotit und Magnetit. Das Mineral ist weit verbreitet, kommt aber nur in geringen Konzentrationen vor. 
Funde sind neben der Typlokalität unter anderem aus den norwegischen Provinzen Østfold und Aust-Agder, der Eifel in Rheinland-Pfalz, Ytterby in Schweden, Madagaskar,  dem Piemont in Italien, dem Wallis (Schweiz) und den US-Bundesstaaten Colorado und Texas bekannt.

## Kristallstruktur
Fergusonit-Y kristallisiert im tetragonalen Kristallsystem in der Raumgruppe I41/a mit den Gitterparametern a = 5,15 Å und c = 10,89 Å sowie vier Formeleinheiten pro Elementarzelle. 